# Celebration Time
Celebration Time – czwarty album studyjny The Skatalites, jamajskiej grupy muzycznej wykonującej ska.
Płyta została wydana w roku 1969 przez Studio One i była w zasadzie kompilacją nagrań zarejestrowanych przez Clementa "Sir Coxsone'a" Dodda w ciągu kilkunastu miesięcy istnienia zespołu na przełomie lat 1964-65. Oprócz dziewięciorga członków założycieli zespołu, w sesjach tych wzięli również udział tacy muzycy jak Dennis "Ska" Campbell czy Ernest Ranglin. Produkcją nagrań zajął się Sir Coxsone.

## Lista utworów

### Strona A
1. "Celebration Time"
2. "Cuban Blackade"
3. "Good Gravy"
4. "Well Charge"
5. "Peanut Vendor"

### Strona B
1. "Forest Flowers"
2. "Hot Cargo"
3. "Cleopatra Rock"
4. "Nanny's Corner"
5. "Super Time"

## Muzycy

### The Skatalites
- Roland Alphonso – saksofon tenorowy
- Tommy McCook – saksofon tenorowy
- Lester "Ska" Sterling – saksofon altowy
- Don Drummond – puzon
- Johnny "Dizzy" Moore – trąbka
- Lloyd Brevett – kontrabas
- Jerome "Jah Jerry" Haynes – gitara
- Lloyd Knibb – perkusja
- Jackie Mittoo – fortepian

### Gościnnie
- Dennis "Ska" Campbell – saksofon tenorowy
- Ernest Ranglin – gitara
- Frank Anderson – trąbka